# Modelo de Lange
El modelo de Lange es un modelo económico neoclásico para una hipotética economía socialista, basada en una combinación de propiedad pública de los medios de producción con un enfoque de ensayo y error para determinar los objetivos de producción y lograr el equilibrio económico y la eficiencia de Pareto. Dentro de este modelo, el Estado es propietario de los factores de producción no laborales, mientras que los mercados son los responsables de asignar los bienes finales y los bienes de consumo.
En la teoría económica, el modelo de Lange afirma que una economía en la que toda la producción se lleva a cabo por el Estado o algún otro organismo público análogo, pero en el que funcione un mecanismo de precios, tiene propiedades similares a una hipotética economía de mercado en competencia perfecta, en que se logra la eficiencia de Pareto. A diferencia de los modelos del capitalismo, el modelo de Lange se basa en una asignación directa, en que se instruye a los gestores de empresas a establecer precios igual al coste marginal con el fin de lograr la eficiencia de Pareto, mientras que en una economía capitalista, los gerentes tienen instrucciones de maximizar los beneficios para los propietarios privados, mientras que se confía en presiones competitivas para reducir indirectamente el precio e igualarlo al coste marginal.
Este modelo fue propuesto por primera vez por Oskar Lange en 1936, durante el debate sobre el cálculo socialista, y más tarde se amplió por otros economistas, incluyendo H. D. Dickinson y Abba P. Lerner. Aunque Lange y Lemer lo denominaron "socialismo de mercado", el modelo de Lange es en realidad una forma de economía planificada en la que una junta de planificación central asigna la inversión y los bienes de capital, mientras que los mercados asignan el trabajo y los bienes de consumo. En lugar de un mercado real para los bienes de capital, la junta de planificación central simula un mercado de bienes de capital a través de un proceso de ensayo y error elaborado primero por Vilfredo Pareto y Léon Walras.
El modelo de Lange nunca se ha llegado a implementar, ni siquiera en el país de origen de Oskar Lange, Polonia, donde se implantó una economía planificada de tipo soviético, impidiendo la experimentación con una economía al estilo de Lange. Se pueden trazar algunos paralelismos con el nuevo mecanismo económico o el llamado comunismo gulash en Hungría bajo el gobierno de János Kádár, aunque no se trataba de un modelo puro de Lange.